# Hans-Ludwig Wollong
Hans-Ludwig Wollong (* 5. März 1921) ist ein deutscher Musikpädagoge und ehemaliger Leiter der Bezirksmusikschule Berlin-Mitte. 

## Leben
Er war bereits in der DDR seit 1963 Musikschulinspektor und ab 1977 Leiter der Musikschule des Stadtbezirks Pankow seitens des Magistrats. 1986 erhielt Wollong den Goethepreis der Stadt Berlin. Wollong arbeitete mit an der Publikation  Die Musikschule in der Deutschen Demokratischen Republik, Herausgeber Walter Brüning.

## Werk
- Die Musikschule in der Deutschen Demokratischen Republik. Funktion und Leistungsangebot – Arbeitsweise – Historische Aspekte (Walter Brüning, Erwin Fischer, Joachim Thorbeck und Hans-Ludwig Wollong), Berlin 1985.
- Beitrag in Festschrift Kurt Schwaen zum 85. Geburtstag, Frankfurt/M., Berlin, Bern, New York, Paris, Wien, 1995, Greifswalder Beiträge zur Musikwissenschaft Vol. 1, ISBN 978-3-631-47552-2[4]